# Bitwa morska pod Akką
Bitwa morska przy twierdzy Akka – starcie zbrojne, które miało miejsce 24 czerwca 1258 r. w trakcie I wojny wenecko-genueńskiej (1255–1270).
W roku 1257 doszło do drugiej już wojny pomiędzy Wenecją a Genuą. Powodem konfliktu był spór o przynależność klasztoru Św. Saby w Akce. Latem 1257 r. rycerze genueńscy wdarli się do dzielnicy weneckiej. W odwecie Wenecjanie pod wodzą Lorenzo Tiepolo, wspierani przez siły pizańskie i prowansalskie w tym samym roku wdarli się do miasta, zajmując klasztor oraz stacjonującą w porcie Tyr flotę genueńską. 
Po nieudanej akcji dyplomatycznej papieża Aleksandra IV, obie strony kontynuowały walki. Dnia 24 czerwca 1258 r. w okolicy Akki, flota wenecko-pizańska dowodzona przez Lorenzo Tiepolo i Andrea Zeno w sile 40 galer, 4 małych i 10 wielkich okrętów starła się z flotą Genui w sile 50 galer i 4 okrętów pod wodzą Roberto della Turca. Bitwa zakończyła się klęską Genui, która utraciła ponad połowę galer i 1 700 ludzi. Po tym zwycięstwie Genueńczyków wypędzono z Akki. 